# Lourenço da Cunha (pintor)

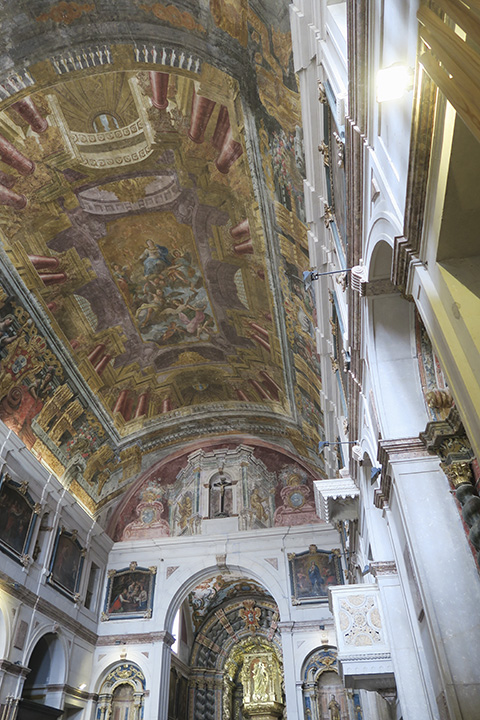
Teto da Igreja de Nossa Senhora do Cabo

Lourenço da Cunha (Beja ou Lisboa, data de nascimento desconhecida — Lisboa, 1760) foi um destacado pintor e cenógrafo português do século XVIII.

## Biografia / Obra
Embora de origem humilde, Lourenço da Cunha beneficiou de comprovada educação italiana, tendo estado em Roma, de onde regressou em 1744, dando depois entrada na Irmandade de São Lucas. Antes disso havia pintado, em 1740, o teto da Igreja de Nossa Senhora do Cabo (Cabo Espichel, Sesimbra), considerado "um dos melhores trabalhos de ilusionismo perspético que subsiste do Portugal Joanino". Repintada por José António Narciso (1770) e restaurada em época recente, esta é a sua única obra de vulto em todo o país, tendo praticamente todas as outras sido destruídas no terremoto de 1755.
Neste teto optou por uma espacialidade próxima dos italianos e das teorias de Andrea Pozzo, desenvolvendo uma cena que representa a Assunção da Virgem. No ponto central da obra, onde se localiza o grupo de figuras que compõem o essencial da narrativa, "o artista desenvolve uma ciência de escorço em perspetiva ascendente, como se uma linha perpendicular à nave fosse estirada de baixo para cima da igreja, num esforço de romper a frontalidade em favor de uma crescente aproximação dos espaços luminosos e infindos", oferecendo assim, aos peregrinos, uma "imagem de deslumbrância e de céu aberto na terra [...] logo desde a entrada do templo".
Lourenço da Cunha terá sido o autor dos primeiros cenários do antigo Teatro do Bairro Alto – ou Ópera do Pátio do Conde de Soure (1760-1771). Pintou ainda, para o Teatro da Rua dos Condes, muitas cenas, com aplauso do público conhecedor. Trabalhou em tetos nas Igrejas dos Inglesinhos, das Trinas do Mocambo, e dos Clérigos Pobres de Lisboa (todas destruídas em 1755) e poderá ter pintado um dos tetos perspéticos de Salão no Palácio dos Albuquerque Maldonado, em Beja, mas a obra foi obliterada numa intervenção posterior nesse edifício.
Foi pai do notável matemático José Anastácio da Cunha.